# Edward Sabine
Edward Sabine KCB FRS (Dublin, 14 de outubro de 1788 — Londres, 26 de junho de 1883) foi um astrônomo, geofísico, ornitólogo e explorador irlandês.
Dois caminhos do trabalho de Sabine merecem destaque:
- Determinação do comprimento do pêndulo de segundos, um pêndulo simples cujo período na superfície da terra é dois segundos, isto é, um segundo em cada sentido;
- Pesquisas extensivas relacionadas ao campo magnético terrestre. Liderou a tarefa de instalar um sistema de observatórios magnéticos em várias partes do território britânico espalhadas pelo globo e uma grande parte de sua vida foi devotada à sua direção, e a catalogação e discussão das observações.

Enquanto a maioria de suas pesquisas foi orientada em um ou outro dos assuntos supracitados, outras pesquisas lidaram com diferentes tópicos, tais como os pássaros da Groelândia (a gaivota-de-sabine foi batizada com seu nome), temperatura dos oceanos, corrente do Golfo, medida barométrica de alturas, arco meridiano, transporte de rochas por geleiras, vulcões do Havaí, e vários assuntos sobre meteorologia.